# Feldhockey-Weltmeisterschaft der Damen 1983
Die Feldhockey-Weltmeisterschaft der Damen 1983 war die fünfte Auflage der Feldhockey-WM der Damen. Sie fand vom 10. bis 23. April in Kuala Lumpur, Malaysia statt. Das Finale gewannen die Niederländerinnen gegen Kanada. Damit wurden die Niederlande erneut alleiniger Rekordsieger mit 3 Titeln.

## Vorrunde

### Gruppe A
| Rang | Land        | Spiele | S | U | N | Tore | Punkte |
| ---- | ----------- | ------ | - | - | - | ---- | ------ |
| 1    | Niederlande | 5      | 4 | 1 | 0 | 7:2  | 9      |
| 2    | Australien  | 5      | 2 | 2 | 1 | 10:6 | 6      |
| 3    | USA         | 5      | 2 | 2 | 1 | 6:3  | 6      |
| 4    | Schottland  | 5      | 1 | 3 | 1 | 4:5  | 5      |
| 5    | Wales       | 5      | 0 | 3 | 2 | 5:11 | 3      |
| 6    | Indien      | 5      | 0 | 1 | 4 | 4:9  | 1      |

| Datum – Uhrzeit | Mannschaft 1 | Mannschaft 2 | Ergebnis |
| --------------- | ------------ | ------------ | -------- |
| 10. April 1983  | USA          | Schottland   | 3:0      |
| 10. April 1983  | Australien   | Wales        | 5:1      |
| 10. April 1983  | Niederlande  | Indien       | 2:1      |
| 11. April 1983  | Schottland   | Niederlande  | 0:0      |
| 11. April 1983  | Wales        | USA          | 1:1      |
| 11. April 1983  | Indien       | Australien   | 2:3      |
| 13. April 1983  | Niederlande  | USA          | 1:0      |
| 13. April 1983  | Wales        | Indien       | 1:1      |
| 13. April 1983  | Australien   | Schottland   | 1:1      |
| 14. April 1983  | Schottland   | Wales        | 1:1      |
| 15. April 1983  | Indien       | USA          | 0:1      |
| 15. April 1983  | Niederlande  | Australien   | 1:0      |
| 16. April 1983  | Schottland   | Indien       | 2:0      |
| 16. April 1983  | Australien   | USA          | 1:1      |
| 16. April 1983  | Niederlande  | Wales        | 3:1      |

### Gruppe B
| Rang | Land           | Spiele | S | U | N | Tore | Punkte |
| ---- | -------------- | ------ | - | - | - | ---- | ------ |
| 1    | Kanada         | 5      | 3 | 1 | 1 | 10:4 | 7      |
| 2    | BR Deutschland | 5      | 3 | 0 | 2 | 8:5  | 6      |
| 3    | England        | 5      | 2 | 2 | 1 | 10:9 | 6      |
| 4    | Neuseeland     | 5      | 1 | 2 | 2 | 5:6  | 4      |
| 5    | Argentinien    | 5      | 1 | 2 | 2 | 2:4  | 4      |
| 6    | Sowjetunion    | 5      | 1 | 1 | 3 | 3:10 | 3      |

| Datum – Uhrzeit | Mannschaft 1   | Mannschaft 2   | Ergebnis |
| --------------- | -------------- | -------------- | -------- |
| 10. April 1983  | BR Deutschland | Argentinien    | 0:1      |
| 11. April 1983  | Neuseeland     | Sowjetunion    | 1:1      |
| 11. April 1983  | England        | Kanada         | 1:1      |
| 12. April 1983  | Sowjetunion    | BR Deutschland | 0:2      |
| 12. April 1983  | Argentinien    | England        | 1:1      |
| 12. April 1983  | Kanada         | Neuseeland     | 1:2      |
| 14. April 1983  | BR Deutschland | Kanada         | 1:2      |
| 14. April 1983  | England        | Neuseeland     | 3:2      |
| 14. April 1983  | Argentinien    | Sowjetunion    | 0:1      |
| 15. April 1983  | Argentinien    | Kanada         | 0:2      |
| 15. April 1983  | BR Deutschland | Neuseeland     | 1:0      |
| 16. April 1983  | Sowjetunion    | England        | 1:3      |
| 16. April 1983  | Argentinien    | Neuseeland     | 0:0      |
| 16. April 1983  | Kanada         | Sowjetunion    | 4:0      |
| 16. April 1983  | BR Deutschland | England        | 4:2      |

## Platzierungsspiele
Spiele um Platz 9–12
| Indien | - Argentinien | 0:1 |

| Wales | - Sowjetunion | 0:3 |

Spiel um Platz 11
| Indien | - Wales | 2:0 |

Spiel um Platz 9
| Argentinien | - Sowjetunion | 3:2 |

Spiele um Platz 5–8
| USA     | - Neuseeland | 2:1 |
| England | - Schottland | 5:1 |

Spiel um Platz 7
| Neuseeland | - Schottland | 4:0 |

Spiel um Platz 5
| England | - USA | 1:1, 4:1 n. V. |

## Halbfinale
| Niederlande | - BR Deutschland | 2:0                      |
| Australien  | - Kanada         | 0:0, 5:8 n. Siebenmetern |

## Spiel um Platz 3
| BR Deutschland | - Australien | 1:3 |

## Finale
| Kanada | - Niederlande | 2:4 |

## Endklassement
| Platz | Land           |
| ----- | -------------- |
| 1     | Niederlande    |
| 2     | Kanada         |
| 3     | Australien     |
| 4     | BR Deutschland |
| 5     | England        |
| 6     | USA            |
| 7     | Neuseeland     |
| 8     | Schottland     |
| 9     | Argentinien    |
| 10    | Sowjetunion    |
| 11    | Indien         |
| 12    | Wales          |

## Weltmeisterinnen
Sandra Le Poole, Martine Ohr, Monique Broere, Elsemiek Hillen, Annelies Kaptein, Irene Hendriks, Marieke van Doorn, Alette Pos, Marjolein Eysvogel, Fieke Boekhorst, Aletta van Manen, Carina Benninga, Margriet Zegers, Lisette Sevens, Eveline Ruik, Yvonne Hoogeweegen

## Weblink
- WM 1983 auf FIH.ch